# La Didone
La Didone è un'opera in un prologo e tre atti, con musiche di Francesco Cavalli e libretto di Giovanni Francesco Busenello, divenuto poi librettista per Claudio Monteverdi. L'opera è stata rappresentata per la prima volta nell'anno 1641 al Teatro San Cassiano di Venezia.
La trama è basata sull'Eneide  (Libro IV) di Virgilio, anche se, nel libretto, Busanello sostituisce il tragico suicidio di Didone con un lieto fine. Nel nuovo finale, Didone sposa Iarba, il quale salva Didone da se stessa dopo che Enea l'aveva lasciata.

## Trama
Prologo
La dea Iride annuncia la caduta di Troia.
Atto I
A Troia. Il troiano Enea è pronto ad andare in battaglia, ma Venere annuncia l'imminente caduta della città e gli chiede di fuggire con la sua famiglia. Creusa, moglie di Enea, viene uccisa alla partenza. Cassandra ed Ecuba piangono la rovina di Troia.
Atto II
A Cartagine. Il re Iarba ama Didone non ricambiato. Enea, salvato da un naufragio da Nettuno, arriva a Cartagine. Didone ed Enea si innamorano l'uno dell'altro, portando Iarba alla follia.
Atto III
Giove invia Mercurio a ricordare ad Enea che il suo destino è di fondare Roma e che deve lasciare Cartagine. Quando arriva il momento degli addii, Didone, disperata, svenne. Iarba, che ha riacquistato il senno grazie a Mercurio, impedisce a Didone di suicidarsi e lei accetta di sposarlo.

## Registrazioni
- Registrazione dal vivo, in video su DVD - 2006 - Teatro Malibran, Venezia - Fabio Biondi, direttore - Orchestra Europa Galante 
 Cast: Claron McFadden, Magnus Staveland, Jordi Domènech, Manuela Custer, Marina De Liso, Donatella Lombardi - Dynamic cat. 33537. Nel 2010 è stato pubblicato anche un doppio CD Dynamic (CDS 537 / 1-2).